# Сант'Амазио (Фрозиноне)
Сант'Амазио је насеље у Италији у округу Фрозиноне, региону Лацио.
Према процени из 2011. у насељу је живело 123 становника. Насеље се налази на надморској висини од 664 м.